# Singuliurus missisippiensis
Singuliurus missisippiensis är en mångfotingart som beskrevs av Ottis Robert Causey 1955. Singuliurus missisippiensis ingår i släktet Singuliurus och familjen Aphelidesmidae. Inga underarter finns listade i Catalogue of Life.